# Antoine Morlon
Ne doit pas être confondu avec Antoine de Morlhon.
Paul Émile Antony Morlon, né le 28 janvier 1834 à Sully-sur-Loire et mort le 22 février 1913 à Paris, est un peintre de marine français.

## Biographie
Morlon a débuté au Salon par des scènes animées, ayant pour décors les rives de la Seine ou de la Marne et peint les fervents d’aviron, soit à Bougival, soit à Asnières, retraçant, en une facture vive, le canotier la chanson aux lèvres, ou buvant frais sous la feuillée.
Ayant ensuite laissé cette première vision d’art pour devenir peintre de marine, il remporte une mention honorable avec son tableau : le Vœu du mousse, en 1883. Deux ans après, il remporte un nouveau succès avec le tableau Sauvés ! : le bateau de sauvetage rentre au port dans le chenal, la barque bondit sur la crête des vagues, dirigée par les marins ramenant les rescapés qu’ils ont sauvés ; au loin la mer bouillonne balayant de ses mortelles lames les quais et la jetée. Cette œuvre, qui a eu un grand succès, a remporté une troisième médaille.
Passionné par la lutte de l’homme contre la tempête, il expose au Salon de 1898 et ensuite à l’Exposition Universelle : Victimes du devoir, où le côté religieux de la vie du marin est rendu avec poésie. Cette œuvre a été acquise par la Ville de Paris.
Au Salon de 1893, il expose les Malédictions de l’aïeule, où une vieille grand-mère traine son petit-fils épouvanté, et montre le poing à la grande mangeuse d’hommes ; le Lancement du canot de sauvetage et, en 1887, le Christ sauveur, qui lui a valu une seconde médaille, tableau acquis par l’État pour le musée du Havre.
Il a également peint plusieurs tableaux de genre : Louis XIV et Mlle de La Vallière, Henri de Navarre et la Belle Fosseuse ; Marie-Antoinette à Trianon ; les scènes du Misanthrope et du Médecin malgré lui, etc.
Il a été nommé vice-président de la Société libre des Artistes français et hors concours en 1887.

## Œuvres partielles
- Ah ! la belle tête (À la grenouillère), estampe, 2e moitié XIXe siècle, Chatou, musée Fournaise.
- Les Canotiers de la Seine -Relâche à Asnières, 2e moitié XIXe siècle, Chatou, musée Fournaise.
- Les Canotiers de la Seine-Parages de Neuilly, estampe, 2e moitié XIXe siècle, Chatou, musée Fournaise.
- La Journée des Canotiers - Allons-y gaiment !… - À Bercy chez Julien, estampe, 2e moitié XIXe siècle, Chatou, musée Fournaise.
- La Journée des Canotiers - Le Bain des Dames - La Varenne Saint Hilaire, estampe, 2e moitié XIXe siècle, Chatou, musée Fournaise.
- La Journée des canotiers - Allons déjeuner ?… - Créteil sur Marne, 2e moitié XIXe siècle, Chatou, musée Fournaise.
- V. Campenon, estampe, 1er quart XXe siècle, Rouen, musée Flaubert et d'histoire de la médecine.
- Le Naufrage, 2e moitié XIXe siècle ; 1er quart XXe siècle, Saint-Vaast-la-Hougue, musée maritime de l'île Tatihou.

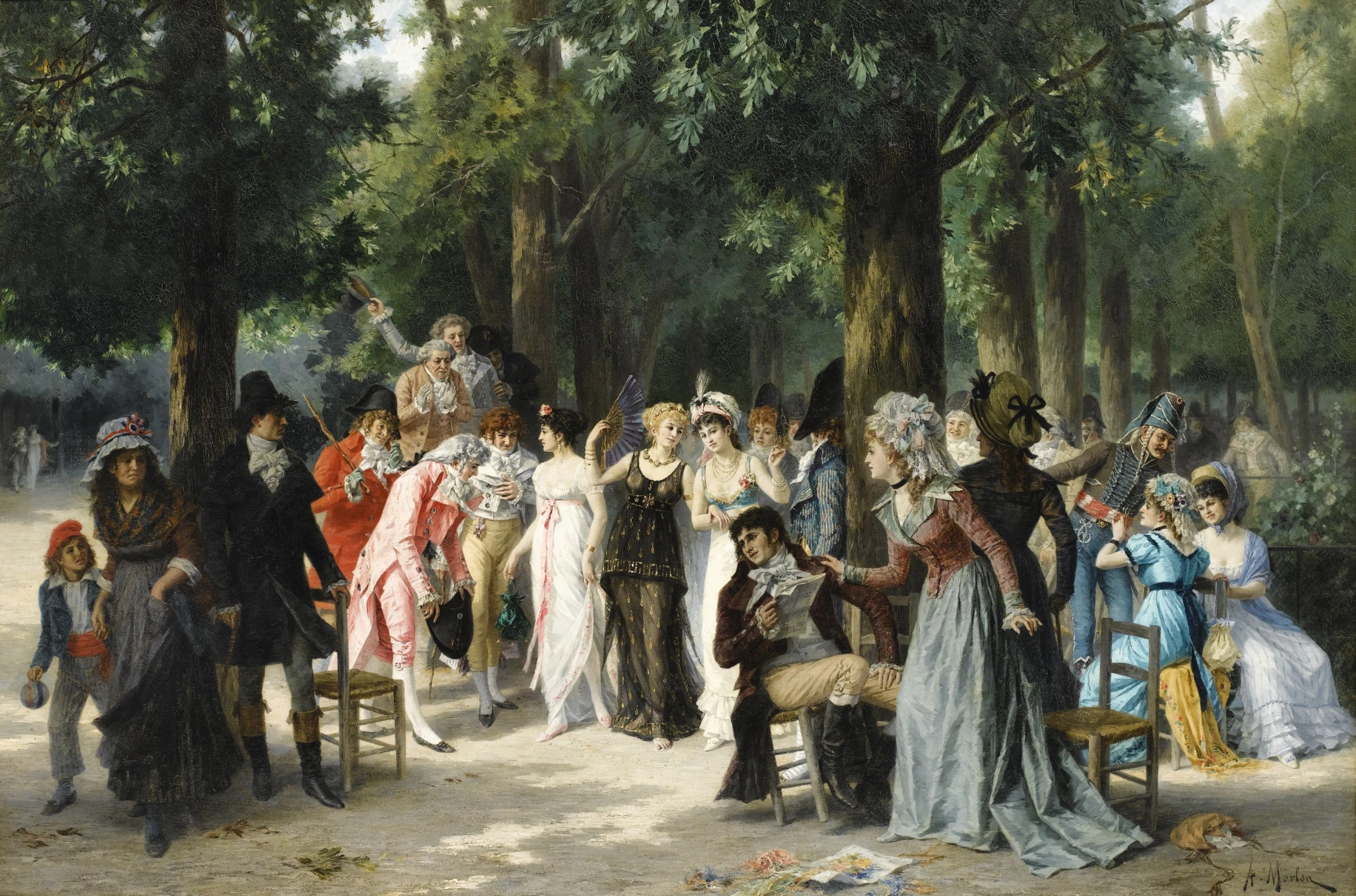
Une mode nouvelle sous le Directoire, vers 1879
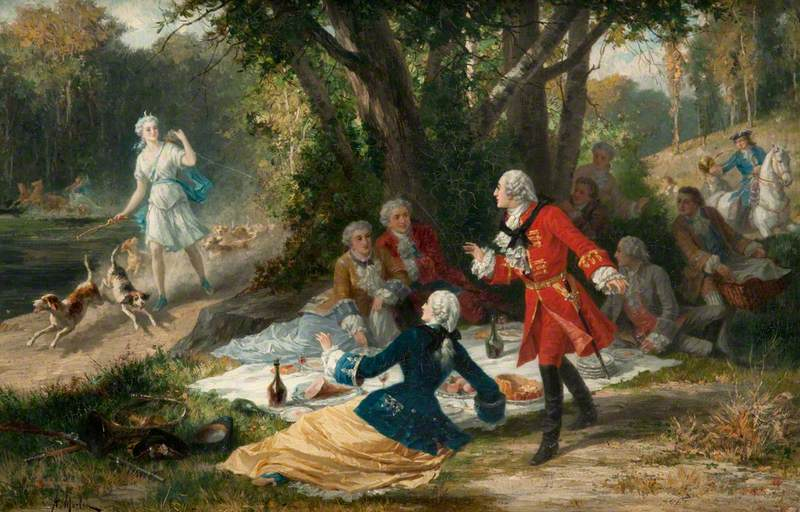
La Chasse, non daté

## Sources
- Karl Cartier, « Silhouettes d’artistes », Le Journal, no 3427,‎ 11e année (lire en ligne, consulté le 12 août 2018).